# 112-я стрелковая дивизия (2-го формирования)
112-я стрелковая Рыльско-Коростеньская Краснознамённая орденов Суворова и Кутузова дивизия — воинское формирование (соединение) РККА, во время и после Великой Отечественной войны.
Условное наименование — войсковая часть полевая почта (В/ч пп) № 28202.
Сокращённое наименование — 112 сд.

## История формирования
Дивизия начала формироваться на основании приказа Народного комиссара обороны СССР № 0093, от 3 декабря 1941 года, как 445-я стрелковая дивизия в городе Татарск, под руководством полковника И. П. Сологуба и полкового комиссара М. Л. Липкинда. Приказом войскам Сибирского военного округа № 0010, от 13 января 1942 года, дивизия получила новый войсковой №, и была переименована 287-ю стрелковую дивизию, а позднее приказом № 0016, от 20 января 1942 года, в 112-ю стрелковую дивизию.
С января по апрель 1942 года соединение проводило сформирование по штату № 04/750 от 6 декабря 1941 года, получала личный состав, проводила боевую подготовку и слаживание. Дивизия была в основном укомплектована призывниками из Новосибирской области, 20 % призывников были молодежью призывного возраста, а 80 % призывниками старших возрастов, из них до 40 % ранее осуждённых. С 18 апреля по 7 мая дивизия совершила марш по железной дороге в город Рязань, где до 12 июля 1942 года получала вооружение и проводила дальнейшее обучение личного состава.
С 12 июля 1942 года соединение участвует в боевых действиях. 20 октября дивизия была выведена из боя на левый берег реки Волга в посёлок Рыбачий, где до 31 декабря 1942 года, с оставшимся командным составом и штабами проводила занятия по боевой подготовке. В дальнейшем была передислоцирована из Сталинграда в город Аткарск Саратовской области, где с 13 января по 7 февраля 1943 года проводила формирование по штату № 04/550 от 10 декабря 1942 года, получала пополнение и проводила занятия по боевой подготовке.
19 ноября 1944 года, членом Военного Совета 13-й армии генерал-майором Козловым дивизии было вручено боевое Красное Знамя.
Годовщина формирования дивизии — 18 декабря, на основании приказа Народного комиссара обороны СССР № 0093, от 3 декабря 1941 года.

## Участие в боевых действиях
Период вхождения в действующую армию: 12 июля 1942 года — 31 декабря 1942 года, 17 февраля 1943 года — 9 мая 1945 года.
12 июля 1942 года дивизия в составе 64-й армии передислоцировалась на станцию Котлубань, разъезд 564 и разъезд Конный Сталинградской области. С 19 по 23 июля совершила 100 километровый марш и заняла оборону тылового армейского рубежа по северному берегу реки Мышковка. 25 июля дивизия выступила для занятия нового рубежа обороны по восточному берегу реки Лиска и реки Чир. К исходу 26 июля 385-й стрелковый полк занял оборону на участке: ферма № 5, Тузов, Бурацкий. 416-й стрелковый полк оборонял район: отм. 156.3, ферма № 4, отм. +2.5. 524-й стрелковый полк не успев выйти на рубеж реки Лиска с марша вступил в бой с прорвавшимися частями 524-го пехотного полка 297-й пехотной дивизии, на рубеже Старомаксимовский — Верхнечирский. Воины 524-го полка до наступления темноты сдерживали пытавшегося прорваться противника, в количестве двух батальонов пехоты при поддержке 30 танков и значительного количества авиации. В результате этого боя враг потерял убитыми 300 солдат и фицеров, сожжёнными — 30 танков и один сбитый ружейно-пулемётным огнём бомбардировщик, полк к 23 часам смог закрепиться на рубеже станции Чир — Верхнечирский. В 4 утра части 297-й и 71-й пехотных дивизий немцев снова начали наступление в результате которого к 12 часам заняли Новомаксимовский и Верхнечирский. Днём на командный пункт дивизии прибыл командующий 64-й армии генерал-лейтенант В. И. Чуйков, под его руководством в 18 часов 385-й стрелковый полк и два батальона 416-го стрелкового полка контратаковали фашистов в направлении Ерицкий и к 20 часам снова захватили Новомаксимовский и Верхнечирский, а также переправу в районе Ближнемельничный. В этот день высокое боевое мастерство показали бойцы 1-й батареи 156-го отдельного истребительно-противотанкового дивизиона под командованием капитана М. И. Богдановича, которая обороняла станцию Чир, отбивая атаку 31 танка противника они смогли уничтожить 12 танков и обратить в бегство остальные, 4 из них уничтожил расчёт старшего сержанта В. Ф. Леонова. 30 июля дивизия перешла к обороне на рубеже Бурацкий, Старомасимовский, Рычковский, для усиления её была придана 121-я танковая бригада в составе 20 танков. На этом закончился первый этап боёв дивизии в котором она получила боевое крещение. За этот период частями дивизии был захвачен один и сбито три самолёта, уничтожено 23 танка и до 1000 немецких солдат и офицеров противника.
3 августа 1942 года дивизия перешла в состав 62-й армии.
С конца июля по октябрь дивизия участвовала в оборонительном этапе Сталинградской битвы, проявив массовую стойкость личного состава. За этот период дивизией уничтожено 14 394 солдат и офицеров противника, 163 танка, 60 автомашин с пехотой и грузами, 69 пулемётов, 5 минбатарей, 19 артиллерийских орудий, много иного вооружения и боевой техники.
Затем дивизия участвовала в Воронежско-Харьковской стратегической наступательной операции, потом до конца августа 1943 года вела оборонительные бои в районе Дмитриева-Льговского. Приказом Верховного Главнокомандующего от 31 августа 1943 года дивизии было присвоено почетное наименование «Рыльская». Затем дивизия участвовала в битве за Днепр. За освобождение города Коростень она получила почетное наименование «Коростеньская». 
В начале 1944 года дивизия участвовала в наступлении на правобережной Украине, освобождала Ровно. Летом 1944 года дивизия участвовала в Львовско-Сандомирской операции. Указом Президиума Верховного Совета СССР от 9 августа 1944 года за образцовое выполнение заданий командования в боях с немецкими захватчиками при прорыве обороны немцев на Львовском направлении, проявленные при этом доблесть и мужество награждена Орденом Красного Знамени.
До января 1945 года дивизия занимала оборону на Сандомирском плацдарме, а затем участвовала в Висло-Одерской операции. С конца марта по 6 мая 1945 года дивизия участвовала в боях за Бреслау.
Дивизия в ночь на 18 мая 1945 года совершила марш по маршруту Криттерн — Шмольц и приступила к очистке и оборудованию жилплощади, спортгородков, стрельбищ, бань, клубов пищевых блоков и конюшен. С 19 мая части дивизии приступили к плановым занятиям по боевой подготовке.
С 22 июня по 10 августа 1945 года 112-я стрелковая Рыльско-Коростенская Краснознамённая орденов Суворова и Кутузова дивизия (в/ч 28202) совершила марш из города Бреслау на территорию СССР в город Сарны, где находилась в составе 24-го стрелкового корпуса 13-й армии до своего расформирования в мае 1946 года.

## В составе
| Подчинение     | Подчинение                | Подчинение          | Подчинение             | Подчинение |
| Дата           | Фронт (военный округ)     | Армия               | Корпус                 |            |
| -------------- | ------------------------- | ------------------- | ---------------------- | ---------- |
| 1.01.1942 года | Сибирский военный округ   | -                   | -                      |            |
| 1.02.1942 года | Сибирский военный округ   | -                   | -                      |            |
| 1.03.1942 года | Сибирский военный округ   | -                   | -                      |            |
| 1.04.1942 года | Сибирский военный округ   | -                   | -                      |            |
| 1.05.1942 года | Московский военный округ  | -                   | -                      |            |
| 1.06.1942 года | Резерв Ставки ВГК         | 1-я резервная армия | -                      |            |
| 1.07.1942 года | Резерв Ставки ВГК         | 1-я резервная армия | -                      |            |
| 1.08.1942 года | Сталинградский фронт      | 64-я армия          | -                      |            |
| 1.09.1942 года | Юго-Восточный фронт       | 62-я армия          | -                      |            |
| 1.10.1942 года | Сталинградский фронт      | 62-я армия          | -                      |            |
| 1.11.1942 года | Сталинградский фронт      | 62-я армия          | -                      |            |
| 1.12.1942 года | Сталинградский фронт      | 62-я армия          | -                      |            |
| 1.01.1943 года | Резерв Ставки ВГК         | -                   | -                      |            |
| 1.02.1943 года | Приволжский военный округ | -                   | -                      |            |
| 1.03.1943 года | Центральный фронт         | 2-я танковая армия  | -                      |            |
| 1.04.1943 года | Центральный фронт         | -                   | 24-й стрелковый корпус |            |
| 1.05.1943 года | Центральный фронт         | 60-я армия          | 24-й стрелковый корпус |            |
| 1.06.1943 года | Центральный фронт         | 60-я армия          | 24-й стрелковый корпус |            |
| 1.07.1943 года | Центральный фронт         | 60-я армия          | 24-й стрелковый корпус |            |
| 1.08.1943 года | Центральный фронт         | 60-я армия          | 24-й стрелковый корпус |            |
| 1.09.1943 года | Центральный фронт         | 60-я армия          | 24-й стрелковый корпус |            |
| 1.10.1943 года | Центральный фронт         | 60-я армия          | 24-й стрелковый корпус |            |
| 1.11.1943 года | 1-й Украинский фронт      | 60-я армия          | 24-й стрелковый корпус |            |
| 1.12.1943 года | 1-й Украинский фронт      | 60-я армия          | 24-й стрелковый корпус |            |
| 1.01.1944 года | 1-й Украинский фронт      | 13-я армия          | 76-й стрелковый корпус |            |
| 1.02.1944 года | 1-й Украинский фронт      | 13-я армия          | 24-й стрелковый корпус |            |
| 1.03.1944 года | 1-й Украинский фронт      | 13-я армия          | 27-й стрелковый корпус |            |
| 1.04.1944 года | 1-й Украинский фронт      | 13-я армия          | 27-й стрелковый корпус |            |
| 1.05.1944 года | 1-й Украинский фронт      | 13-я армия          | 27-й стрелковый корпус |            |
| 1.06.1944 года | 1-й Украинский фронт      | 13-я армия          | 27-й стрелковый корпус |            |
| 1.07.1944 года | 1-й Украинский фронт      | 13-я армия          | 27-й стрелковый корпус |            |
| 1.08.1944 года | 1-й Украинский фронт      | 13-я армия          | 27-й стрелковый корпус |            |
| 1.09.1944 года | 1-й Украинский фронт      | 13-я армия          | 27-й стрелковый корпус |            |
| 1.10.1944 года | 1-й Украинский фронт      | 13-я армия          | 27-й стрелковый корпус |            |
| 1.11.1944 года | 1-й Украинский фронт      | 13-я армия          | 27-й стрелковый корпус |            |
| 1.12.1944 года | 1-й Украинский фронт      | 13-я армия          | 27-й стрелковый корпус |            |
| 1.01.1945 года | 1-й Украинский фронт      | 13-я армия          | 27-й стрелковый корпус |            |
| 1.02.1945 года | 1-й Украинский фронт      | 13-я армия          | 27-й стрелковый корпус |            |
| 1.03.1945 года | 1-й Украинский фронт      | 13-я армия          | 24-й стрелковый корпус |            |
| 1.04.1945 года | 1-й Украинский фронт      | 6-я армия           | 74-й стрелковый корпус |            |
| 1.05.1945 года | 1-й Украинский фронт      | 6-я армия           | 22-й стрелковый корпус |            |

## Состав
- управление
- 385-й стрелковый полк
- 416-й стрелковый полк
- 524-й стрелковый полк
- 436-й артиллерийский полк
- 156-й отдельный истребительно-противотанковый дивизион
- 196-я отдельная (механизированная) разведывательная рота
- 159-й отдельный сапёрный батальон
- 272-й отдельный батальон связи (272-я (17-я) отдельная рота связи)
- 198-й медико-санитарный батальон
- 225-я отдельная рота химической защиты
- 33-я отдельная автотранспортная рота (отдельная авторота подвоза)[12]
- 148-я отдельная полевая хлебопекарня
- 897-й (107-й) дивизионный ветеринарный лазарет
- 1692-я полевая почтовая станция
- 1062-я полевая касса Государственного банка[7]
- 275-я отдельная зенитно-артиллерийская батарея (отдельная зенитно-пулемётная рота)
- 114-й миномётный батальон
- Штабная батарея
- Отдельный учебный стрелковый батальон

## Награды и почётные наименования
| Награда (наименование)                | Дата награждения                                                             | За что награждена |
| ------------------------------------- | ---------------------------------------------------------------------------- | --- |
| Почётное наименование «Рыльская»      | присвоено приказом Верховного главнокомандующего № 7 от 31 августа 1943 года | в ознаменование одержанной победы и отличия в боях под Глуховом, Рыльском и Севском                                                                                         |
| Почётное наименование «Коростеньская» | присвоено приказом Верховного главнокомандующего № 44 от 18 ноября 1943 года | в ознаменование одержанной победы и отличия в боях за освобождение города Коростень                                                                                         |
| Орден Красного Знамени № 99399        | награждена указом Президиума Верховного Совета СССР от 9 августа 1944 года   | за образцовое выполнение заданий командования в боях с немецкими захватчиками при прорыве обороны немцев на Львовском направлении, проявленные при этом доблесть и мужество |
| Орден Суворова II степени № 637       | награждена указом Президиума Верховного Совета СССР от 7 февраля 1944 года   | за образцовое выполнение боевых заданий командования на фронте борьбы с немецкими захватчиками и проявленные при этом доблесть и мужество                                   |
| Орден Кутузова II степени             | награждена указом Президиума Верховного Совета СССР от 4 июня 1945 года      | за образцовое выполнение заданий командования в боях с немецкими захватчиками при овладении городом Бреславль (Бреслау) и проявленные при этом доблесть и мужество          |

За отличные боевые действия и умение маневрировать дивизии, за годы Великой Отечественной войны, Верховным главнокомандующим было объявлено 16 благодарностей.
Также были удостоены наград и почётных наименований входящие в состав дивизии полки:
| 385-й стрелковый Висленский орденов Богдана Хмельницкого и Александра Невского полк | 385-й стрелковый Висленский орденов Богдана Хмельницкого и Александра Невского полк | 385-й стрелковый Висленский орденов Богдана Хмельницкого и Александра Невского полк |
| ----------------------------------------------------------------------------------- | ----------------------------------------------------------------------------------- | --- |
| Почётное наименование «Висленский»                                                  | присвоено приказом Верховного главнокомандующего № 0295 от 1 сентября 1944 года     | за отличия в боях при форсировании реки Вислы и за овладение городом Сандомир |
| Орден Богдана Хмельницкого II степени                                               | награждён указом Президиума Верховного Совета СССР от 19 февраля 1945 года          | за образцовое выполнение заданий командования в боях при прорыве обороны немцев западнее Сандомира и проявленные при этом доблесть и мужество                                                  |
| Орден Александра Невского                                                           | награждён указом Президиума Верховного Совета СССР от 5 апреля 1945 года            | за образцовое выполнение заданий командования в боях с немецкими захватчиками при форсировании реки Одер северо-западнее города Бреслау (Бреславль) и проявленные при этом доблесть и мужество |

| 416-й стрелковый Одерский ордена Богдана Хмельницкого полк | 416-й стрелковый Одерский ордена Богдана Хмельницкого полк                   | 416-й стрелковый Одерский ордена Богдана Хмельницкого полк                                                                                    |
| ---------------------------------------------------------- | ---------------------------------------------------------------------------- | --- |
| Почётное наименование «Одерский»                           | присвоено приказом Верховного главнокомандующего № 060 от 5 апреля 1945 года | за отличия в боях при форсировании реки Одер и овладении плацдармом юго-восточнее Бреслау                                                     |
| Орден Богдана Хмельницкого II степени                      | награждён указом Президиума Верховного Совета СССР от 19 февраля 1945 года   | за образцовое выполнение заданий командования в боях при прорыве обороны немцев западнее Сандомира и проявленные при этом доблесть и мужество |

| 524-й стрелковый орденов Суворова и Александра Невского полк | 524-й стрелковый орденов Суворова и Александра Невского полк               | 524-й стрелковый орденов Суворова и Александра Невского полк |
| ------------------------------------------------------------ | -------------------------------------------------------------------------- | --- |
| орденом Суворова III степени                                 | награждён указом Президиума Верховного Совета СССР от 19 февраля 1945 года | за образцовое выполнение заданий командования в боях при прорыве обороны немцев западнее Сандомира и проявленные при этом доблесть и мужество                                                  |
| Орден Александра Невского                                    | награждён указом Президиума Верховного Совета СССР от 5 апреля 1945 года   | за образцовое выполнение заданий командования в боях с немецкими захватчиками при форсировании реки Одер северо-западнее города Бреслау (Бреславль) и проявленные при этом доблесть и мужество |

| 436-й артиллерийский ордена Красной Звезды полк | 436-й артиллерийский ордена Красной Звезды полк                          | 436-й артиллерийский ордена Красной Звезды полк |
| ----------------------------------------------- | ------------------------------------------------------------------------ | --- |
| Орден Красной Звезды                            | награждён указом Президиума Верховного Совета СССР от 5 апреля 1945 года | за образцовое выполнение заданий командования в боях с немецкими захватчиками при форсировании реки Одер северо-западнее города Бреслау (Бреславль) и проявленные при этом доблесть и мужество |

## Отличившиеся воины
39 воинов дивизии были удостоены звания Героя Советского Союза, а двое стали полными кавалерами ордена Славы:
|  | Богданов, Григорий Богданович   | командир 2-го батальона 385-го стрелкового полка                                        | Старший лейтенант Красной Армии            | 17.10.1943                       | был смертельно ранен в бою 1 октября 1943 года |
|  | Бросалов, Александр Никанорович | командир орудия 2-й батареи 436-го артиллерийского полка                                | Старший сержант                            | 27.06.1945                       | |
|  | Варава, Борис Семёнович         | командир 76-мм орудия 156-го отдельного истребительно-противотанкового дивизиона        | Сержант                                    | 10.04.1945                       | |
|  | Гладилин, Виктор Петрович       | командир отделения 385-го стрелкового полка                                             | Старший сержант                            | 17.10.1943                       | указом ПВС СССР от 16 июня 1962 года был лишён звания Героя Советского Союза и всех государственных наград в связи с осуждением                                                                                          |
|  | Гладков, Александр Васильевич   | командир дивизии                                                                        | Генерал-майор Красной Армии                | 06.04.1945                       | |
|  | Дризовский, Семён Борисович     | командир 2-й миномётной роты 385-го стрелкового полка                                   | Старший лейтенант артиллерии Красной Армии | 17.10.1943                       | |
|  | Дьяченко, Николай Сидорович     | командир 5-й стрелковой роты 524-го стрелкового полка                                   | Старший лейтенант Красной Армии            | 10.04.1945                       | погиб в бою 24 января 1945 года за пограничный населённый пункт Шрейберсдорф, похоронен на месте боя |
|  | Жидков, Иван Сергеевич          | командир стрелкового взвода 416-го стрелкового полка                                    | Лейтенант Красной Армии                    | 10.04.1945                       | |
|  | Зинченко, Александр Иванович    | командир 3-го батальона 385-го стрелкового полка                                        | Майор Красной Армии                        | 17.10.1943                       | 9 ноября 1943 года в боях под Киевом получил тяжёлое ранение в живот, от которого скончался на следующий день в дивизионном медсанбате, похоронен в селе Дудки Вышгородского района                                      |
|  | Зуев Николай Николаевич         | командир пулемётного взвода 1-го стрелкового батальона 524-го стрелкового полка         | Младший лейтенант Красной Армии            | 17.10.1943                       | |
|  | Иванов, Семён Максимович        | командир 9-й стрелковой роты 416-го стрелкового полка                                   | Капитан Красной Армии                      | 10.04.1945                       | |
|  | Карамушко, Пётр Григорьевич     | помощник командира взвода 196-й отдельной разведроты                                    | Старший сержант                            | 17.10.1943                       | |
|  | Качанов, Евгений Иванович       | командир отделения 2-й стрелковой роты 416-го стрелкового полка                         | Сержант                                    | 10.04.1945                       | 28 января 1945 года погиб в бою, похоронен в населённом пункте Домбзен в 10 километрах к юго-востоку от Сцинавы |
|  | Колесников, Василий Григорьевич | командир 6-й роты 385-го стрелкового полка                                              | Старший лейтенант Красной Армии            | 17.10.1943                       | |
|  | Колосов, Николай Григорьевич    | командир батареи 76-мм пушек 385-го стрелкового полка                                   | Капитан артиллерии Красной Армии           | 10.04.1945                       | |
|  | Кутовой, Андрей Фёдорович       | разведчик 1-го стрелкового батальона 385-го стрелкового полка                           | Красноармеец                               | 10.04.1945                       | |
|  | Ларин, Николай Владимирович     | командир 3-го стрелкового батальона 524-го стрелкового полка                            | Капитан Красной Армии                      | 10.04.1945                       | |
|  | Литвинов, Николай Ефимович      | командир взвода 45-мм пушек 385-го стрелкового полка                                    | Младший лейтенант артиллерии Красной Армии | 17.10.1943                       | |
|  | Мельник, Михаил Минович         | адъютант батальона 385-го стрелкового полка                                             | Старший лейтенант Красной Армии            | 17.10.1943                       | 26 ноября 1943 года погиб в бою под Житомиром, похоронен в селе Коваливщина Коростенского района Житомирской области |
|  | Мытов, Дмитрий Васильевич       | командир орудия 436-го артиллерийского полка                                            | Сержант                                    | 17.10.1943                       | 13 октября 1943 года погиб в бою, похоронен в братской могиле в селе Ясногородка Вышгородского района Киевской области                                                                                                   |
|  | Осипенко, Иван Степанович       | командир дивизиона 436-го артиллерийского полка                                         | Капитан артиллерии Красной Армии           | 10.04.1945                       | погиб 31 января 1945 года, похоронен в польском городе Сцинава |
|  | Платов, Алексей Иванович        | командир орудия батареи 45-мм пушек 524-го стрелкового полка                            |                                            | 23.04.1945                       | |
|  | Романов, Владимир Филиппович    | разведчик взвода пешей разведки 416-го стрелкового полка                                | Младший сержант                            | 23.04.1945                       | |
|  | Слащов, Дмитрий Александрович   | командир пулемётного взвода 3-й пулемётной роты 416-го стрелкового полка                | Лейтенант Красной Армии                    | 10.04.1945                       | скончался от полученных ранений 8 апреля 1945 года |
|  | Соколов, Михаил Анисимович      | командир стрелкового взвода 2-го стрелкового батальона 416-го стрелкового полка         | Лейтенант Красной Армии                    | 10.04.1945                       | |
|  | Стрельников, Ефим Семёнович     | командир 9-й стрелковой роты 524-го стрелкового полка                                   | Старший лейтенант Красной Армии            | 10.04.1945                       | погиб 26 января 1945 года в бою у населённого пункта Ламперсдорф |
|  | Сущев, Степан Захарович         | помощник командира взвода, парторг 5-й стрелковой роты 416-го стрелкового полка         | Старший сержант                            | 17.10.1943                       | |
|  | Терехов, Филипп Филиппович      | командир миномётного взвода 385-го стрелкового полка                                    | Лейтенант Красной Армии                    | 17.10.1943                       | 10 декабря 1943 года погиб в бою, похоронен в братской могиле в селе Грабы Коростенского района Житомирской области |
|  | Тульников, Андрей Пантелеевич   | командир отделения сапёрного взвода 416-го стрелкового полка                            | Сержант                                    | 10.04.1945                       | |
|  | Турчин, Николай Николаевич      | командир батареи 76-мм пушек 156-го отдельного истребительно-противотанкового дивизиона | Старший лейтенант артиллерии Красной Армии | 02.03.1945                       | |
|  | Ульянов, Иван Федосеевич        | командир 385-го стрелкового полка                                                       | Полковник Красной Армии                    | 10.04.1945                       | |
|  | Усенов Абдулла                  | сапёр 159-го отдельного сапёрного батальона                                             | Красноармеец                               | 25.08.1944                       | 7 декабря 1943 года с миной в руках бросился под гусеницы танка, похоронен в братской могиле между сёлами Нивки и Злобичи                                                                                                |
|  | Фролов Михаил Иванович          | командир взвода 1-й стрелковой роты 385-го стрелкового полка                            | Лейтенант Красной Армии                    | 10.04.1945                       | погиб 26 января 1945 года у населённого пункта Домбзен, похоронен в селе Ламперсдорф |
|  | Холстов, Алексей Андреевич      | командир орудия батареи 76-мм пушек 524-го стрелкового полка                            | Старший сержант                            | 10.04.1945                       | указом ПВС СССР от 31 августа 1957 года лишён звания Героя Советского Союза и всех боевых наград. Указом ПВС СССР от 30 декабря 1967 года восстановлен в звании Героя Советского Союза с возвращением всех боевых наград |
|  | Хуртин, Иван Андреевич          | командир пулемётного отделения 385-го стрелкового полка                                 | Сержант                                    | 17.10.1943                       | в боях получил ранения, от которых скончался 14 октября 1943 года, похоронен в селе Толокунь Вышнородского района Киевской области                                                                                       |
|  | Чубинидзе, Леван Варламович     | командир 1-го батальона 385-го стрелкового полка                                        | Старший лейтенант Красной Армии            | 17.10.1943                       | 19 октября 1943 года скончался от полученных в боях за освобождение Киева ранений, похоронен в селе Жукин Вышгородского района Киевской области                                                                          |
|  | Шепелев, Николай Гаврилович     | стрелок 2-го батальона 385-го стрелкового полка                                         | Красноармеец                               | 17.10.1943                       | |
|  | Шулепов, Геннадий Александрович | заместитель командира батальона по политчасти 385-го стрелкового полка                  | Капитан Красной Армии                      | 17.10.1943                       | |
|  | Яшин, Василий Андреевич         | помощник командира взвода 385-го стрелкового полка                                      |                                            | 17.10.1943                       | указом ПВС СССР от 30 октября 1950 года был лишён звания Героя Советского Союза и всех государственных наград в связи с осуждением                                                                                       |
|  | Гладкий, Яков Лукьянович        | пулемётчик ручного пулемёта 3-го стрелкового батальона 416-го стрелкового полка         | Красноармеец                               | 06.08.1944 01.02.1945 27.02.1952 | 23 января 1945 года повторно награждён орденом Славы III степени, указом ПВС СССР от 27 февраля 1952 года перенаграждён орденом Славы I степени                                                                          |
|  | Орленко, Андрей Тимофеевич      | командир отделения 159-го отдельного сапёрного батальона                                | Сержант                                    | 18.12.1944 28.08.1944 10.04.1945 | |

## Командование дивизии

### Командиры
- Сологуб, Иван Петрович (20.01.1942 — 09.08.1942), полковник (умер от ран 10.08.1942);
- Ермолкин, Иван Ефимович (16.08.1942 — 15.11.1942), подполковник, полковник;
- Филоненко, Яков Данилович (16.11.1942 — 30.12.1942), майор;
- Фуртенко, Порфирий Сергеевич (31.12.1942 — 27.04.1943), генерал-майор;
- Поляков, Пётр Семёнович (28.04.1943 — 23.08.1943), полковник;
- Гладков Александр Васильевич (24.08.1943 — 27.01.1945), полковник, генерал-майор;
- Жуков, Дмитрий Тихонович (28.01.1945 — 01.1946), полковник[24][25];
- Ерошенко, Пётр Савельевич (02.1946 — 05.1946), генерал-майор;
- Корусевич, Алексей Николаевич (05.1946 — 07.1946), гвардии полковник

### Заместители командира дивизии по строевой части
- Могилянцев Иван Сергеевич (1943), полковник
- Фёдоров Алексей Григорьевич (1444—1945), подполковник

### Военные комиссары (с 9.10.1942 заместители командира дивизии по политической части)
- Липкинд Максим Лазаревич (20.01.1942 — 24.01.1943), полковой комиссар;
- Громов Алексей Сергеевич (24.01.1943 — 24.11.1944), полковник;
- Понсов Николай Иванович (24.11.1944 — 09.03.1945), подполковник (погиб 14.02.1945);
- Подгорный Иван Емельянович (09.03.1945 — 23.09.1946), полковник[26]

### Начальники штаба дивизии
- Мелешкевич Матвей Константинович (30.12.1941 — 25.02.1942), подполковник;
- Сидорин Тимофей Михайлович (25.02.1942 — 11.06.1942), подполковник;
- Трошин Фёдор Фёдорович (16.06.1942 — 28.10.1942), полковник;
- Смирнов Николай Васильевич (20.01.1943 — 09.05.1943), подполковник;
- Пекарский Степан Автономович (09.05.1943 — 07.11.1943), подполковник;
- Шатохин Василий Александрович (07.11.1943 — 09.1944), подполковник;
- Запаско Емельян Федотович (09.1944 — 09.1945), подполковник;
- Николаев Иван Андреевич (09.1945 — 05.04.1946), полковник;
- Донской Иосиф Самойлович (06.04.1946 —), майор (ИД);
- Фёдоров (1946), подполковник

## Известные люди служившие в дивизии
- Очкин, Алексей Яковлевич (1922—2003) — командир 2-й батареи 156-го отдельного истребительно-противотанкового дивизиона, советский писатель, кинорежиссёр, повторивший на Курской дуге подвиг Александра Матросова[27]
- Герасимов, Иван Фёдорович (Ваня Фёдоров) (1927—1942) — воспитанник 156-го отдельного истребительно-противотанкового дивизиона, 14 октября 1942 года погиб на Мамаевом кургане: тяжело раненный в обе руки он с гранатой в зубах бросился под немецкие танки[28][29].

## Память

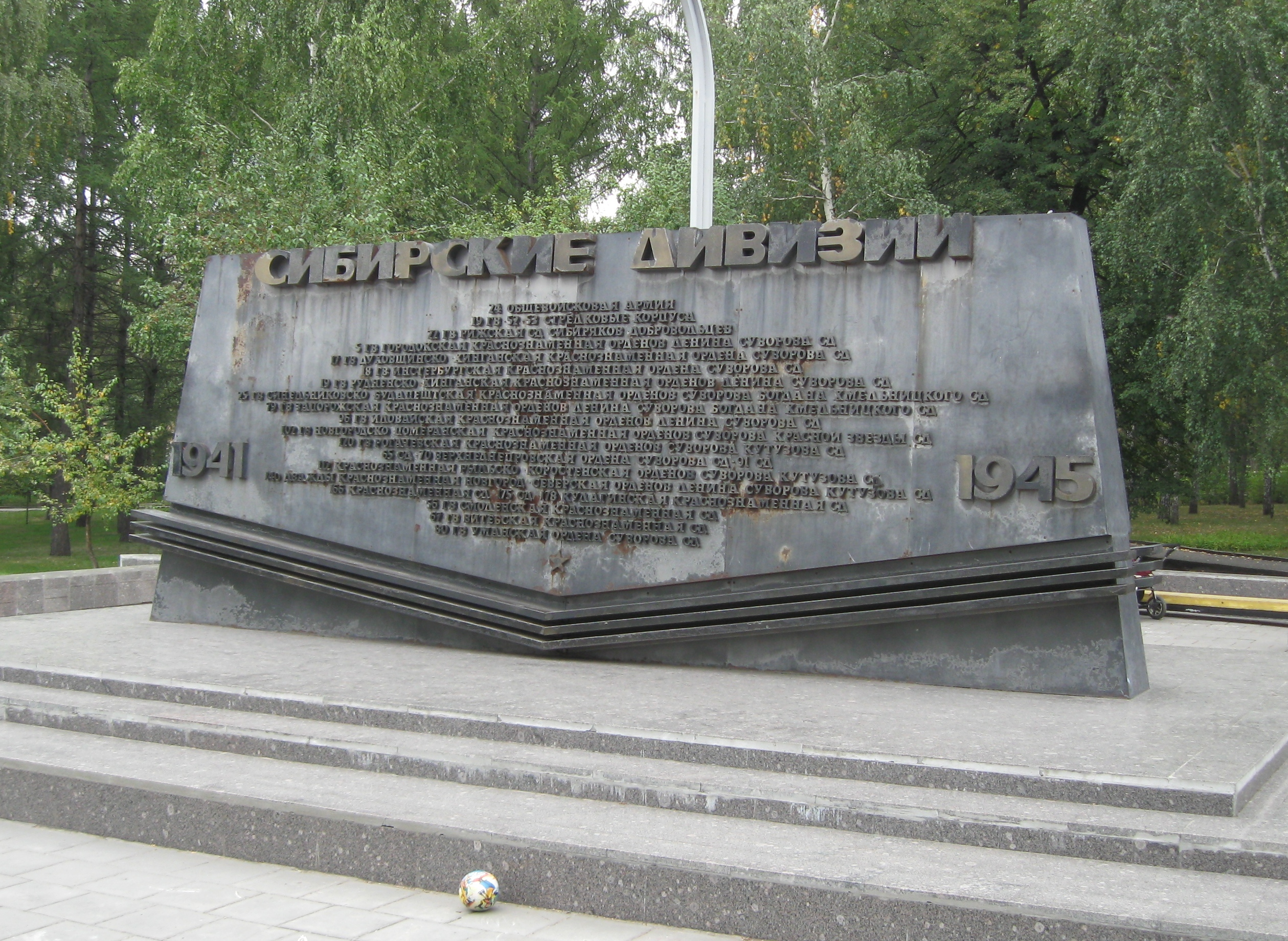
112-я стрелковая дивизия на стеле со списком Сибирских дивизий памятника «Единству Фронта и Тыла» в Новосибирске

- В Тракторозаводском районе города Волгограда установлено несколько мемориальных табличек:
  - Улица Лодыгина, дом 1. «В этом здании в октябре 1942 года находился командный пункт 112-й стрелковой дивизии. В ожесточённых схватках с фашистскими оккупантами воины-сибиряки стойко обороняли подступы к тракторному заводу». Открыта 2 февраля 1968 года[30][к 1];
  - Улица Лодыгина, школа-интернат № 4. «Здесь в дни Сталинградской битвы воины-сибиряки 112-й стрелковой дивизии мужественно сражались с немецко-фашистскими захватчиками». Открыта 2 февраля 1973 года[30][к 2];
  - На главном входе в Волгоградский тракторный завод. «Здесь на территории завода (август 1942 г. — февраль 1943 г.) героически сражались с фашистами воины 37-й гвардейской, 112-й стрелковой дивизий и 149-й отдельной стрелковой бригады». Открыта 15 июля 1975 года[30][к 3];
  - Площадь им. Дзержинского, школа № 3. «14 октября 1942 года на площади имени Ф. Э. Дзержинского при отражении танковых атак фашистских захватчиков погиб комсомолец воспитанник 112-й стрелковой дивизии Ваня Фёдоров». Открыта 1 июня 1978 года[30][к 4].
- В сквере перед Волгоградским аграрным университетом в Советском районе Волгограда в мае 1992 года установлена гранитная стела с надписью: «Здесь на сталинградской земле в 1942-43 годах героически сражались воины 112, 298, 308 сибирских, 35 гвардейской стрелковых дивизий. Тысячи из них отдали свою жизнь за наше Отечество и похоронены на поле боя. Сибиряки помнят и чтут подвиги своих сынов. 1993 г., Новосибирск. Вечная слава»[31][к 5].
- В 2000 году название дивизии увековечено на стеле со списком Сибирских дивизий памятника «Единству Фронта и Тыла» мемориального ансамбля «Монумент Славы», в городе Новосибирск.

## Комментарии
1. ↑  48°48′16″ с. ш. 44°37′16″ в. д.HGЯO
2. ↑  48°48′01″ с. ш. 44°36′59″ в. д.HGЯO
3. ↑  48°48′07″ с. ш. 44°36′22″ в. д.HGЯO
4. ↑  48°48′06″ с. ш. 44°36′14″ в. д.HGЯO
5. ↑  48°40′29″ с. ш. 44°26′32″ в. д.HGЯO